# Парижское веселье
«Пари́жское весе́лье» (фр. Gaîté Parisienne) — одноактный комедийный балет в постановке Леонида Мясина на музыку произведений Жака Оффенбаха в оркестровке Манюэля Розенталя и Жака Бриндежон-Оффенбаха. Либретто и декорация Этьена де Бомона, костюмы Барбары Каринской. Премьера состоялась 5 апреля 1938 года на сцене Оперы Монте-Карло (Монте-Карло) в исполнении артистов Русского балета Монте-Карло под руководством Сержа Дэнема. Первый балет Мясина для вновь созданной труппы Дэнема.
Данный балет не следует путать с одноимённой постановкой Мориса Бежара («Балет XX века», 1978).

## История
В 1936 году Русский балет Монте-Карло разделился на две независимые труппы — полковника де Базиля и Рене Блюма. Вопреки указываемым в некоторых источниках данным, балет создавался не для этих компаний, а для антрепризы под руководством Сержа Дэнема (Сергея Ивановича Докучаева), организованной в Нью-Йорке группой американских бизнесменов в начале 1937 года и ставшей правопреемницей труппы Рене Блюма. Художественное руководство вновь созданной труппы было предложено Леониду Мясину. Вскоре балетмейстер занялся подбором артистов: «В течение месяца я собрал сильную труппу, в неё входили Маркова, Тараканова, Истомина, Розелла Хайтауэр, а из мужчин — Зорич, Франклин и Герар». Будучи для этой цели в Париже и просматривая танцовщиков в балетных школах Преображенской и Егоровой, Мясин встретился с графом Этьеном де Бомоном, с которым уже сотрудничал ранее, когда в 1924 году поставил пять балетов («Прекрасный Дунай», «Салат», «Жига», «Меркурий» и «Розы») для проводимых тем благотворительных концертов «Парижские вечера графа Этьена де Бомона» (фр. Soiree de Paris du Comte Etienne de Beaumont).
Согласно мемуарам Мясина, де Бомон был занят идеей постановки балета «в стиле живописи Винтергальтера на музыку Оффенбаха». Племянник композитора, Жак Бриндежон-Оффенбах (Jacques Brindejonc-Offenbach), передал меценату рукописи партитур 105 оперетт, из которых была отобрана музыка для нового балета. Оркестровка была поручена французскому композитору Манюэлю Розенталю, которая, как указывал Лорка Мясин, осуществлялась в сотрудничестве с Жаком Бриндежон-Оффенбахом. Балет сочинялся под большим воздействием оперетты Оффенбаха «Парижская жизнь» (1873), из которой был заимствован персонаж Бразилец-миллионер, переименованный в Перуанца.
«Парижское веселье» стало первой постановкой Мясина для Русского балета Монте-Карло Дэнема и положило «начало творческой жизни новой труппы».

## Сюжет
Балет лишён полноценного сюжета, не имеет развёрнутой фабулы и представляет ряд забавных эпизодов. Действие развивается в «Тортони», знаменитом парижском кафе периода Второй империи.
Основные персонажи образуют несколько флиртующих пар: Цветочница и Офицер, Продавщица перчаток и Барон, Светская львица и Герцог. В «Тортони» появляется прибывший покорять Париж Перуанец с двумя баулами ювелирных украшений. Он завоёвывает симпатии женщин и пытается очаровать Продавщицу перчаток. Однако дамы не остановились в выборе кавалеров. Продавщица перчаток оказывает внимание Офицеру, а Цветочница — Барону. Герцог соперничает с Офицером за симпатию Львицы. Между Бароном и Офицером возникает ссора из-за Цветочницы, в которую вовлекаются посетители кафе. Перуанец становится участником драки, которая утихает при появлении танцовщиц, исполняющих канкан. В финале под звуки баркаролы из оперы «Сказки Гофмана» Львица покидает кафе с Офицером, Цветочница остаётся с Герцогом, а Продавщица перчаток удаляется с Бароном. Перуанец отправляется на поиски новых приключений.

## Премьера
- 1938, 5 апреля — «Парижское веселье», одноактный балет на музыку Жака Оффенбаха в оркестровке Манюэля Розенталя, балетмейстер Леонида Мясин, либретто и декорации Этьена де Бомона. Автор костюмов Барбара Каринска[2]. Русский балет Монте-Карло Сержа Дэнема, Монте-Карло. В отличие от данных К. Г. Филоновой и Лорки Мясина[3][2], Ф. Хартнолл указал кроме Бомона автором сценария Леонида Мясина[1].

Действующие лица и исполнители
- Продавщица перчаток — Нина Тараканова
- Цветочница — Евгения Деларова
- Львица — Жанетт Лоре
- Перуанец — Леонид Мясин
- Барон — Фредерик Франклин[англ.]
- Офицер — Игорь Юшкевич

14 июля того же года балет впервые был представлен в Лондоне, в театре Друри-Лэйн. 12 октября состоялась премьера на сцене Метрополитен-оперы, Нью-Йорк (в роли Продавщицы перчаток вместо Нины Таракановой выступила Александра Данилова). Премьера в США имела огромный успех.

## Оценки
«Парижское веселье» считается самым популярным балетом Мясина наряду с «Прекрасным Дунаем». Согласно балетоведу Е. Я. Суриц, «Парижское веселье» даже превзошло «Прекрасный Дунай». Она приводит отзыв Джона Мартина об американской премьере из The New York Times от 13 октября 1938 года: «„Парижское веселье“ возникает в параллель балету, показанному в прошлые сезоны, „Прекрасному Дунаю“, но новая работа значительно выше старой. Тут не может быть даже сравнения. <…> Он свеж как цветок, удивительно ловко построен и изобретательно поставлен».
Роль Перуанца считается одним из лучших творений Мясина, где были объединены дар виртуозного танца и «талант комического актёра, притом ясно сознающего, каким должен быть актёр в балете, когда игра и танец неотторжимо слиты, каждое па насыщено игрой, любая мимическая сцена отанцована». Очевидцы закрепили за манерой исполнения Александрой Даниловой партии Продавщицы перчаток выражение «брызги шампанского». Суриц писала, что критики считали исполнение Даниловой непревзойдённым, поскольку артисткам следующих поколений недоставало того самого «шампанского».

## Экранизация
В 1941 году балет был экранизирован под названием «Весёлый парижанин» (режиссёр Жан Негулеско, студия Warner Bros.). Этот фильм-балет был номинирован на премию «Оскар» 1942 года в номинации «лучший короткометражный фильм, снятый на две бобины».

## Возобновления
- 1956 — Шведский королевский балет, Стокгольм[3][2]
- 1970, 12 января — Американ балле тиэтр, Popejoy Hall (Университет Нью-Мексико, Альбукерке, Нью-Мексико). Другие возобновления той же труппой состоялись в 1988 и 2014 годах[2] (костюмы Кристиана Лакруа)
- 1973 — Лондон фестивал балле[3][2]
- 1989 — Балет Монте-Карло[англ.][2]
- 2005, 12 апреля (14 апреля[13]) — Большой театр, Москва. Возобновление Лорки Мясина[2]
- 2016, 14 мая — Бостонский балет, Бостонский оперный театр[англ.][2]

## Видео
- Полная версия фильма Gaîté parisienne - Ballet Russe de Monte Carlo  на YouTube — съёмка балета Виктора Йессена (Victor Jessen) на спектаклях Русского балета Монте-Карло с 1944 по 1954 год, монтаж произведён с наложением звука, записанного на представлении около 1954 года. В ролях: Александра Данилова, Фредерик Франклин, Леон Даниэлян и другие
- Полная версия фильма Gay Parisian / Gaîté parisienne  на YouTube — «Весёлый парижанин», киноверсия Жана Негулеско, Warner Bros., 1941